# 社会的不平等
社会的不平等（しゃかいてきふびょうどう、英語: social inequality）とは、個人が社会における社会的地位・社会階級・社交界に等しく属していないという状態。

## 概要
投票権・言論の自由・出版の自由・財産権・教育を受ける権利・医療・住宅の質・旅行・交通手段・休暇取得、その他社会的な財産・サービスが対象となる。
ほかにも家庭の質・隣人生活・社会的機会・仕事への満足度、与信取得なども含む場合がある。これらの経済的な隔たりが大きいと、社会的不平等を引き起こす。

## 原因
社会的不平等が起こる原因は様々であり、原因の多くは広範囲かつ深い問題であることが多い。社会的不平等の原因は、人種・階級・国家などの要素が入り交じっている。それが引き起こす結果は全ての国の歴史で世界中で見ることができる。
社会的不平等は経済的不平等とは異なるものだが、二者は関連性を持っている。社会的不平等は、経済的な資産や所得が不平等である状態を指す。social inequality exists because the lack of wealth in certain areas prohibits these people from obtaining the same housing, health care, etc. as the wealthy, in societies where access to these social goods depends on wealth.
社会的不平等は人種差別や男女差別、経済的不平等に関連付けられる。人々が社会で同じように振舞おうとも、人種のを始めとする差別によって、可能性や富を取れない事があり、人々は自らの為にそれを引き起こす事がある。トマス・シャピローは自らの著書、「アフリカ系アメリカ人の隠れた費用」（The Hidden Cost of Being African American）の中で、白人と黒人によるフィールドの中での不公平の程度が見られるかと言う例を紹介している。例えば、白人の家族では認可されたにも関わらず黒人の家族が家を買う為に住宅ローンを組もうとしたが拒絶されたと言う例を彼は挙げている。家の所有者たる事は富の上で重要な事であるにも関わらず、この状態は黒人の家族が富を得られる可能性が低いと見積もられ、社会的不平等を生んでいるとされる。
発展途上国の多くでは、非政府組織の増加により社会的不平等が永続化されている。非政府組織の活動及び彼らの述べる所の被雇用者やボランティアは「地域の医療制度の崩壊はその地域の医療を悪化させ、そして社会的不平等を増大させる」と主張している 。非政府組織の活動は地域の住民に対する医療制度を崩壊させ、その結果として患者が費用を払えど、十分な医療制度が為されず非効率的になるとされる。これは一般に支出格差と呼ばれ、社会的不平等の一つとして数えられる。この不平等によって様々な非政府組織の関心や目指す所の人々を助けようとする点に困難を及ぼしている。

## 形式

### 男女の不平等
社会的不平等の代表的な例の一つは、ジェンダーについての形態である。ジェンダー不平等の根源は、人間が男女で役割分担して行動することに深く関わっており、とりわけ経済的・政治的・教育的な側面が取り上げられる。女性は政治的活動や意思決定過程について、男性と比べてアクティブではない。
性別格差と女性の社会進出は、今日の大きな論点となっているにもかかわらず、それが低いレベルなら無視されることが多いとされている。性別と社会進出についてはGender analysisにより、それぞれの分野における男女の役割・責任感・ポテンシャル・長所を研究し、その役割と意思決定において社会的・経済的・環境的な要素により左右されるのかという点を調査しようとする試みがある。男女の差別行動が繰り返されることによって、女性の人生を剥奪するという構造ができあがっている。
世界的には、HIV・識字率・貧困などの問題に直面するのは、男性より女性のほうが多い。
女性の顔は良い教育を受けることへの障壁となっており、それは成功機会を掴む問題となっている。女学校によって識字率を向上させ、安全・安定・良質の教育を受けさせることが重要である
女性の労働参加は世界的に増加しつつある。しかし女性は男性との賃金格差に直面している。それは農業・農村部門において、世界的に先進国でも途上国でも同様の事実である。これはガラスの天井と呼ばれる問題である。

### 人種による不平等
人種による不平等とは、その社会においてRace(人種,民族)を基に社会的階層が作られている状態。多くは肌の色・身体的特徴・個人の出身地や文化などの個性を基準として形作られる。その人種グループによって待遇や社会的機会に差を付けることは、その特定グループが他のグループよりも優秀であると解釈されていることによるものである。 ステレオタイプとは、人々がある特定のグループについて傾向や社会的特性などの憶測を持つことであり、それには民族も含まれる。テレビ・新聞・インターネットは、そういった人種に対する先入観を形作るのに大きな役割を果たしている。今日のグローバリゼーションの拡大により、外国人恐怖症などを筆頭として、多様な形態での差別が社会に広がりつつある。

### 身分制度による不平等
カースト制とは、主にインドでみられる社会的不平等のシステムであり、同様のものがネパール・バングラデシュ・パキスタン・日本・韓国、アフリカでは多くの国々で見られる
カーストは当人の職業(役割)・起源・出生(遺伝)によって決定されるとされる。下級カーストの人々へは多くの制限が課され、他のカーストと飲食を共にしたり同じ場所に行くことは制限されたり、同族結婚を強制され、またカーストを基にした服飾や食習慣も存在する これらの制限は、身体的暴力や搾取によって強要されるものである。

### 年齢による不平等
年齢差別とは、その人の年齢を理由として発言・求職・権利などにおいてアンフェアな扱いを受ける事である。主に労働環境についての分野で議論されるが、それに限定されない。
エージズムとは、個人や集団に対してその年齢を理由としてステレオタイプや差別を持つ事であり、信条・印象・世間の基準・価値観などについて年齢を理由として先入観・差別・軽視などを行う事である。
一部にはAdultismという、子供や法定成人年齢未満の人々に対して偏見を持つことは差別の一つであると主張する人々がいる。これは子供たちには、商取引・レストラン・店舗などの場面などで、十分または全く機会を付与されていないという論とされる。これは子供らにも利益があるという主張、特に支障は無いとする主張、攻撃的に差別だと訴える主張など様々である。

### 社会階級による不平等
社会階級とは、人々を職業・教育・収入・資産などの要素によりヒエラルキー状にランク付け、それ以外の集団から区別するような社会的に大きなカテゴリである。社会階層のシステムにおいては、階級が違えば彼らのアクセスする資本的資源も違ってくる。たとえば教育の例では、ミドルクラスの家族は私立学校・家庭教師・大学進学など、教育に対して多くの金銭を投じる。また米国では、公立学校は固定資産税の税収に大きく依存する制度であるため、裕福な住宅地の子供らはより優れた学校にて、少人数学級・高給与の教師・高度な学校設備などの恩恵を受けられる。また家族の文化的財産も、子供の教育に影響する。文化的財産とは世代から世代に受け渡される知見・知識・スキル・振る舞いである。文化的・社会的・人間的資本はその個人の人生に多くの影響を与え、それは将来の仕事や金融資本へのアクセスに繋がってくる。